# Hartberg
Hartberg je město v rakouské spolkové zemi Štýrsko, správní středisko okresu Hartberg-Fürstenfeld. Nachází se na úpatí kopce Ringkogel ve Východoštýrské pahorkatině, protéká jím říčka Hartberger Safen. Město je snadno dostupné po dálnici A2. Žije zde přibližně 6 700 obyvatel.

## Historie

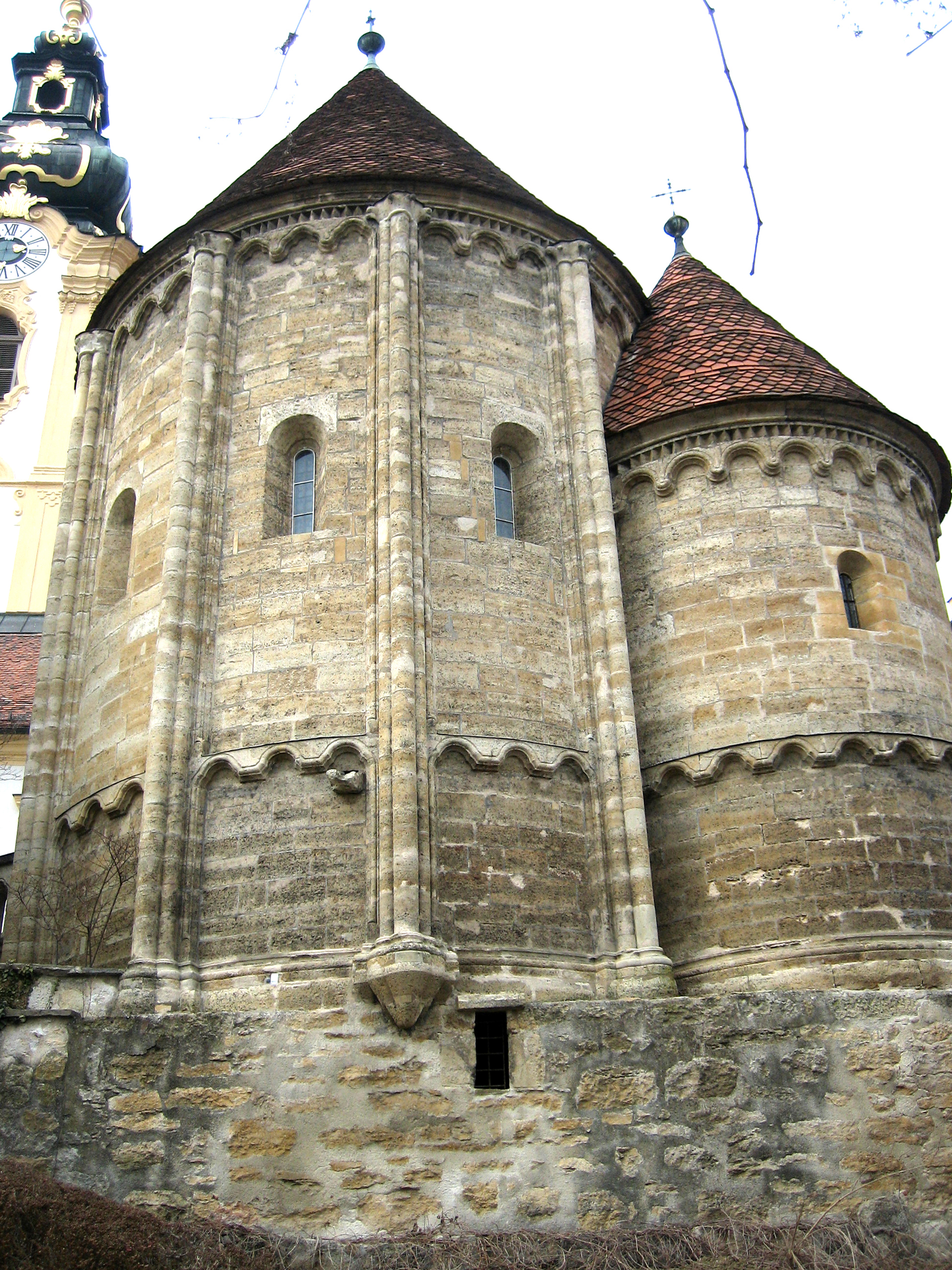
Románská rotunda (karner)

Lokalita byla osídlena již v neolitu, Leopold I. Štýrský zde okolo roku 1128 založil osadu, která je v listině z roku 1286 uvedena jako město (civitas).

## Politika

### Starostové
- 2004–2016 Karl Pack (ÖVP)[2]
- od roku 2016 Marcus Martschitsch (ÖVP)

## Památky
Město má řadu památek:
- středověký hrad Hartberg,
- zbytky městského opevnění,
- pozdně gotický farní kostel svatého Martina, barokně přestavěný,
- románskou rotundu (karner) s apokalyptickými freskami ze 12. století.[3]

### Další zajímavosti
Nachází se zde muzeum, gymnázium, hudební škola, nemocnice a termální lázně, město pořádá každoročně kulturní festival a sobotní farmářské trhy. Nedaleko leží chráněné území Hartberger Gmoos. Hartberg je členem mezinárodní organizace Cittaslow, zaměřené na šetrný a udržitelný rozvoj místních komunit.
Ve městě sídlí sportovní klub TSV Hartberg, od roku 2018 účastník rakouské fotbalové Bundesligy.

### Fresky v karneru

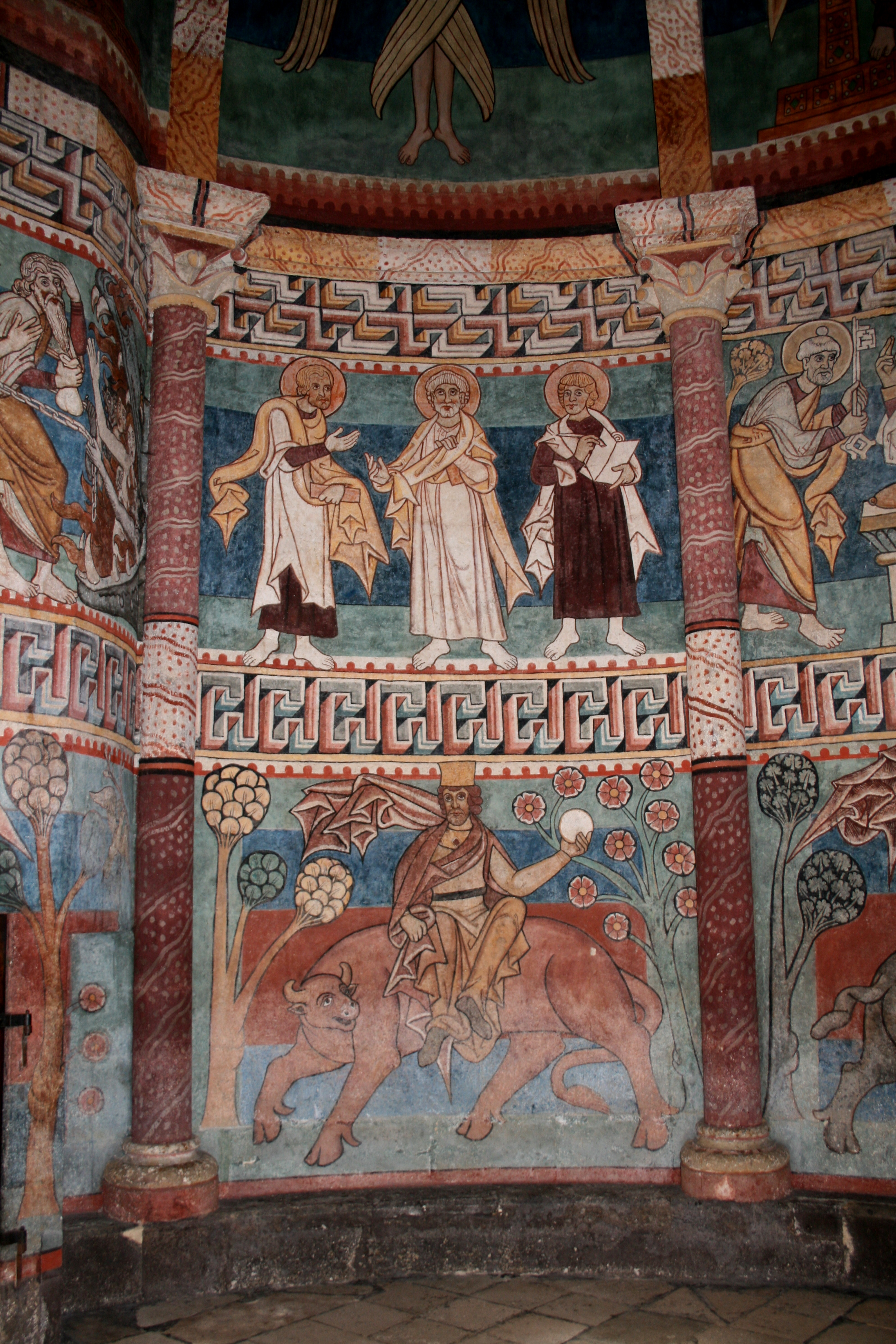
Fresky
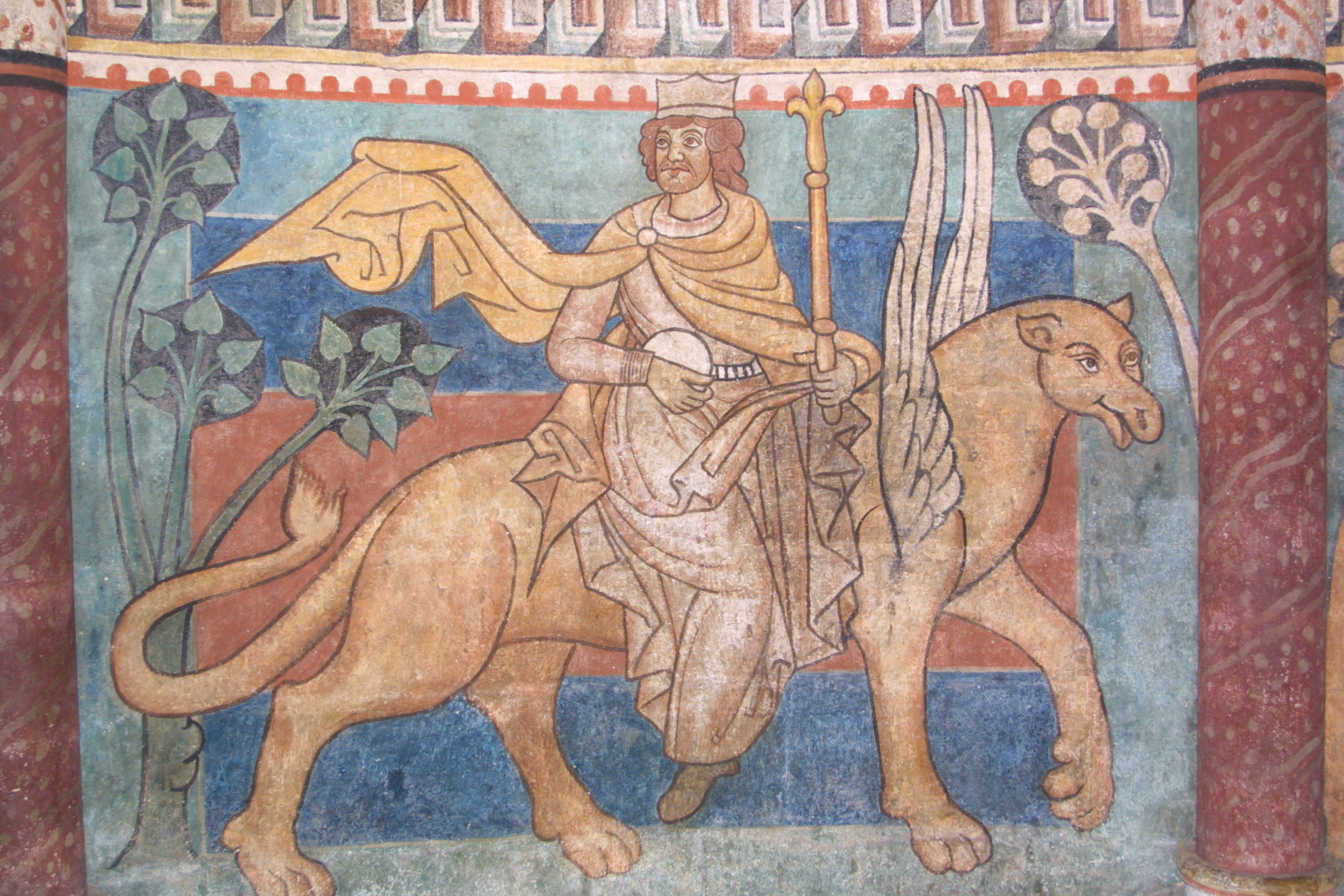
Král na pardálovi
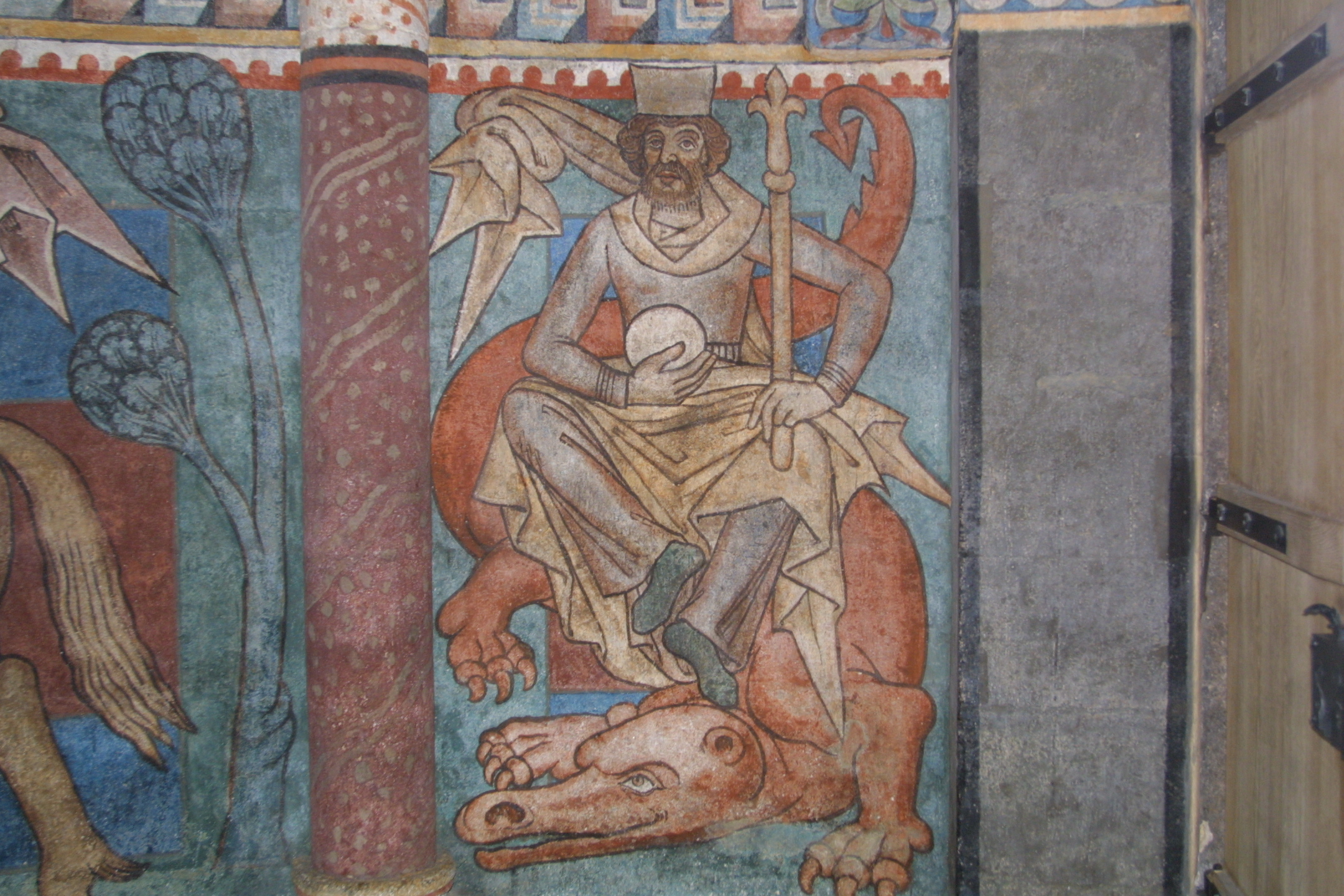
Král na drakovi
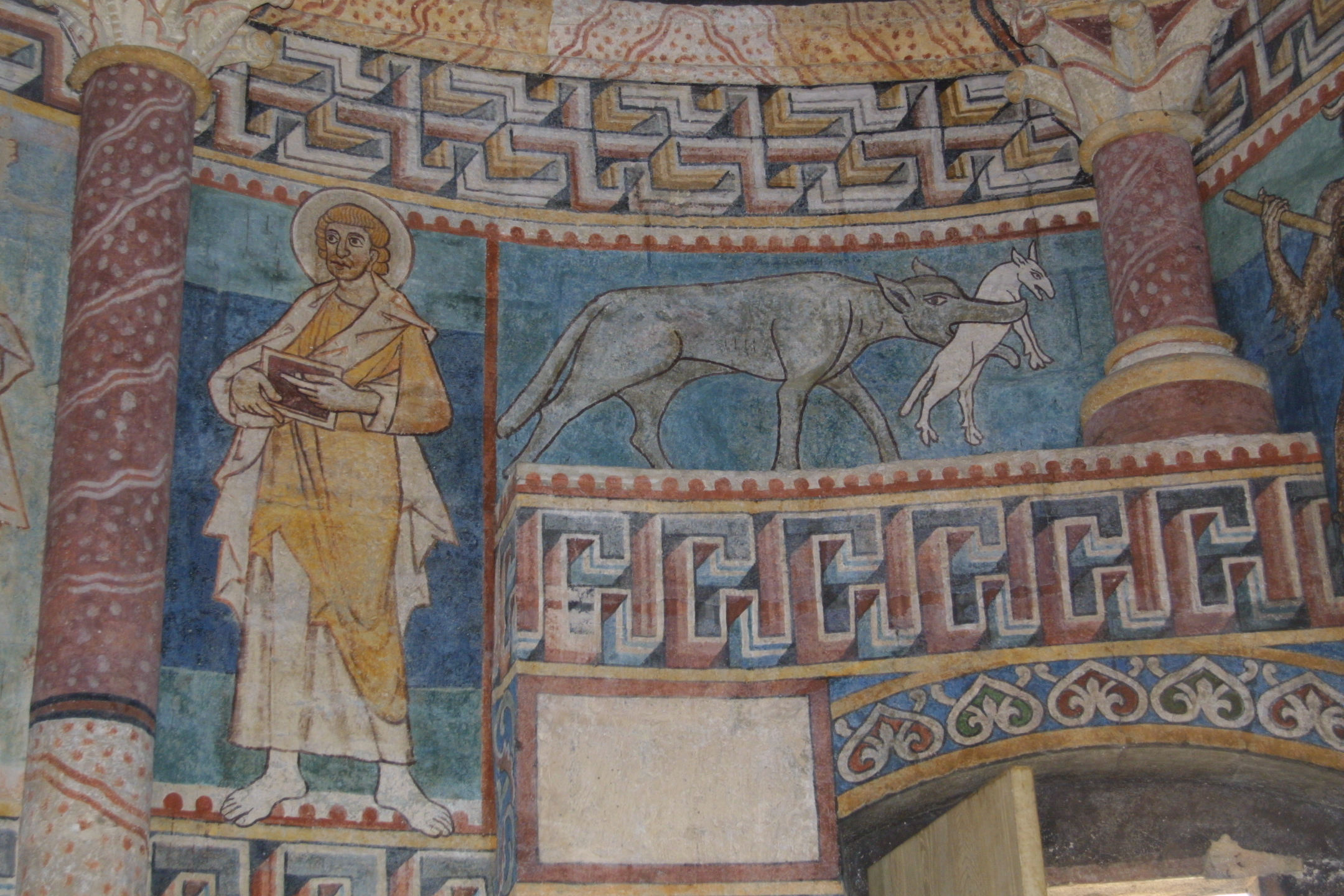
Král s vlkem